# Szent Mária-sziget
A Szent Mária-, Dédai-, vagy Fogarasi-sziget egy mára lefűződött sziget az esztergomi Duna-parton, Búbánatvölgy bejáratánál.

## Elnevezése
Déda egy kisebb település volt a sziget mellett a középkorban. A helységet már a XIII. században oklevelek említenek. A mai Szamár-hegy lábánál pedig Zamárd falu helyezkedett el, 1396-ban ezt a települést a Szent Mária kápolna tulajdonába adják, így alakulhatott ki a sziget másik neve.
Az esztergomi lakosok viszont inkább a modern korban ráragadt Fogarasi-szigetként ismerik, ugyanis Fogarasi Károly mezőgazdász kertépítésre használta fel az akkor még valódi szigetként működő képződményt.

## Későbbi sorsa
Az 1960-as években szabadstrand is működött a sziget Visegrádhoz közelebbi részén.
Egy 2007-ben kiadott esztergomi újság cikke arról számolt be, hogy 2006 őszén ismeretlen elkövetők kiirtották a növényzet jelentős részét. Bejelentés érkezett arról is, hogy ezen ismeretlen tettesek feltöltötték a sziget és a part közti mellékágat, annak érdekében, hogy megfelelő felszereltséggel át tudjanak jutni a szigetre és saját célra fákat termeljenek ki.
Később a sziget növényzete visszanőtt, jelenleg teljesen el van hanyagolva. A szigetet egykor körülvevő mellékág befolyója mára teljesen eltűnt, de a kifolyó néhány méter szélesen még megvan. Ennek tükrében ma már nem tekinthető valós szigetnek. A mellékág árka még több helyen is látható, néhol álló vízzel teli. 
Nyáron a hatalmas ártéri erdő miatt megközelítése nagyon nehéz.

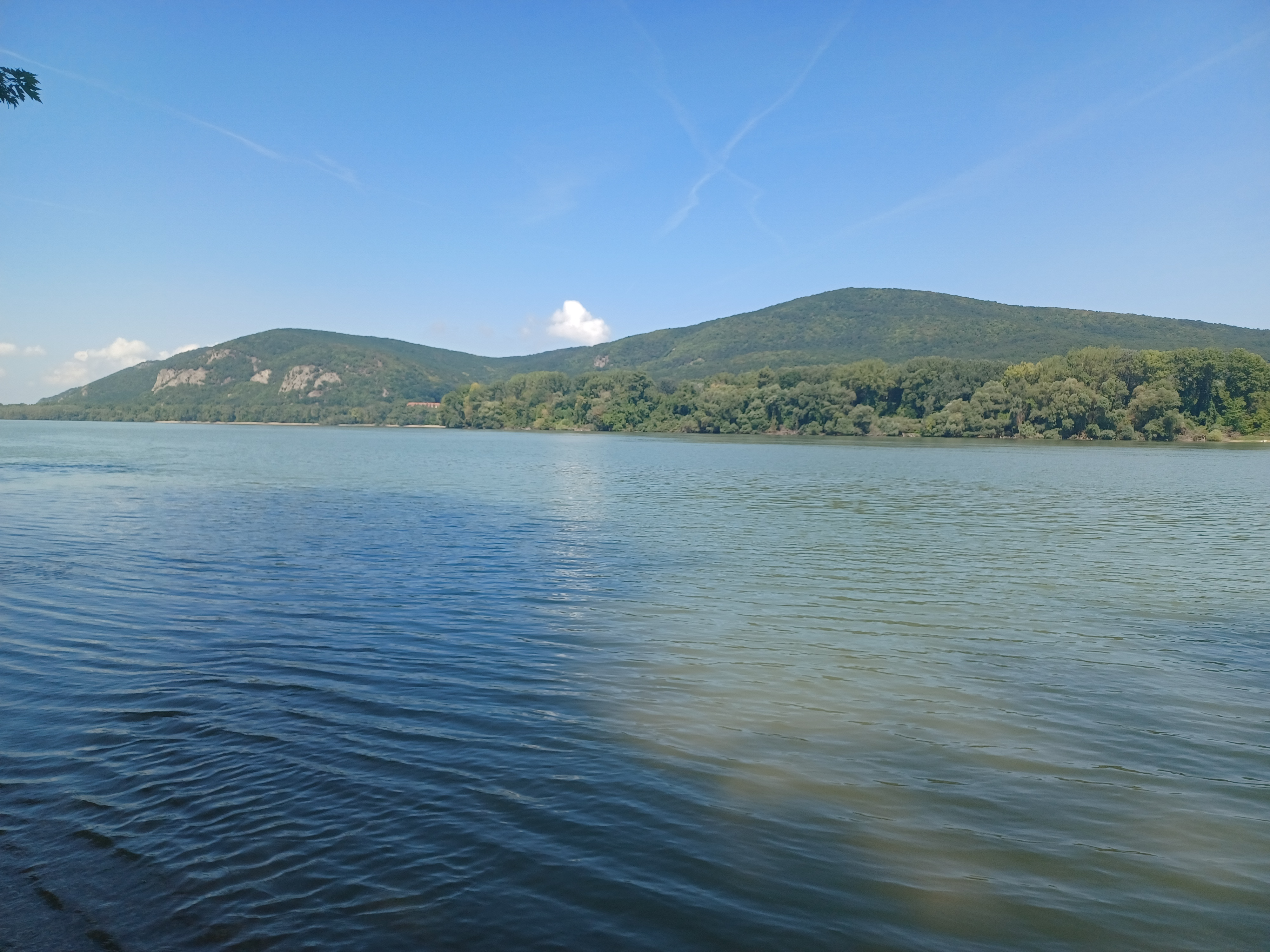
Kilátás a Szent Mária-szigetről: előtérben a Helemba-sziget, hátul a Burda hegység